# Rhombodera gabonica
Rhombodera gabonica är en bönsyrseart som beskrevs av Roger Roy 1973. Rhombodera gabonica ingår i släktet Rhombodera och familjen Mantidae. Inga underarter finns listade i Catalogue of Life.